# Robert Schmitt (homme politique)
Pour les articles homonymes, voir Robert Schmitt et Schmitt.
Robert Schmitt, né le 11 décembre 1917 et mort le 6 décembre 2003, est un homme politique français.

## Détail des fonctions et des mandats
Mandat parlementaire
- 26 septembre 1965 - 2 octobre 1983 : Sénateur de la Moselle